# Амелингхаузен
Амелингхаузен (нем. Amelinghausen) — община в Германии, в земле Нижняя Саксония.
Входит в состав района Люнебург. Подчиняется управлению Амелингхаузен. Население составляет 3801 человек (на 31 декабря 2010 года). Занимает площадь 27,26 км².